# Georg Keller (Politiker, 1890)
Johann Georg Keller (* 29. Januar 1890 in Röllshausen; † 7. Juli 1975 in Schwalmstadt) war ein deutscher Kommunalpolitiker (NSDAP) und Abgeordneter des Provinziallandtages der preußischen Provinz Hessen-Nassau.

## Leben
Georg Keller wurde als Sohn des Landwirts Sebastian Keller und dessen Gemahlin Elisabeth Zöller geboren. Nach der Schulausbildung erlernte er den Beruf des Landwirts, musste jedoch wegen des frühen Todes seines Vaters die Ausbildung beenden. Er leistete Kriegsdienst, kehrte 1917 kriegsversehrt in die Heimat zurück und übernahm den elterlichen Hof in Röllshausen. Keller betätigte sich politisch, wurde 1919 Bürgermeister in seinem Heimatort und blieb bis Ende des Jahres 1920 im Amt. Im Jungdeutschen Orden sowie in der Landvolkpartei wurde er Mitglied und trat zum 1. Mai  1932 in die NSDAP ein (Mitgliedsnummer 1.023.282). Von 1928 bis 1932 war er Mitglied des Preußischen Landtags und im Jahre 1933 Abgeordneter des Kurhessischen Kommunallandtages des Regierungsbezirks Kassel, aus dessen Mitte er ein Mandat für den Provinziallandtag der Provinz Hessen-Nassau erhielt. Im April 1933 legte er sein Mandat nieder. Sein Nachfolger als Abgeordneter wurde Oskar Kuhlgatz.
Keller wurde noch im selben Jahre Kreisleiter der NSDAP. In der SA, wo er 1932 Mitglied wurde, hatte er den Rang eines Obersturmbannführers (Oberstleutnant).
Von 1934 bis 1937 war er stellvertretender Landrat des Landkreises Ziegenhain.
Im Entnazifizierungsverfahren wurde er im Mai 1947 von der Spruchkammer Ziegenhain als minderbelastet eingestuft. Diese Entscheidung wurde durch die Berufungskammer revidiert. Keller wurde als Belasteter eingereiht.